# Daniel Núñez
Daniel Núñez-Aguiar (Santiago di Cuba, 12 settembre 1958) è un ex sollevatore cubano.
Ha vinto la medaglia d'oro nella categoria dei pesi gallo ai Giochi panamericani di San Juan 1979 ed alle Olimpiadi di Mosca 1980 ed è stato due volte campione del mondo.

## Carriera
La carriera internazionale di Núñez è iniziata all'età di 17 anni, quando è stato convocato, per la prima volta, alle Olimpiadi di Montreal 1976, valide anche come campionati mondiali, per la squadra nazionale cubana, totalizzando 215 kg. (92,5 + 122,5) e terminando in ottava posizione nella categoria dei pesi mosca (fino a 52 kg.). Ai campionati mondiali del 1977 di Stoccarda passò nei pesi gallo (fino a 56 kg.), in cui ottenne subito il 1º posto nello strappo, ma nel totale realizzò 242,5 kg. (112,5 + 130), terminando solo al sesto posto finale.
L'anno successivo, ai campionati mondiali del 1978 di Gettysburg, tuttavia, realizzò una buona prestazione anche nello slancio e vinse il suo primo titolo mondiale nei pesi gallo con 260 kg. (117,5 + 142,5). Un anno dopo vinse la medaglia d'oro nei pesi gallo ai Giochi Panamericani di San Juan, mentre ai campionati mondiali di Salonicco 1979 terminò al quarto posto nel totale con 260 kg. (115 + 145).
Alle Olimpiadi di Mosca 1980 Núñez migliorò le sue prestazioni rispetto agli anni precedenti, sollevando 275 kg. nel totale (125 + 150) e vincendo la medaglia d'oro nei pesi gallo davanti al sovietico Yourik Sargsyan con 270 kg. e al polacco Tadeusz Dembończyk con 265 kg. La competizione olimpica era valida anche come campionato mondiale, per il quale fu assegnato, quindi, un'ulteriore titolo a Núñez.
Ai campionati mondiali di Lilla 1981 Núñez si iscrisse nella categoria dei pesi piuma (fino a 60 kg.), riuscendo a sollevare 302,5 kg. (135 + 167,5) e terminando al 2º posto con la medaglia d'argento solo a causa del suo maggior peso corporeo rispetto al bulgaro Beloslav Manolov, che ottenne lo stesso risultato di 302,5 kg. nel totale. Nella nuova categoria dei pesi piuma, inoltre, ai campionati mondiali di Lubiana 1982 vinse la medaglia di bronzo con 295 kg. (132,5 + 162,5).
Ai Giochi Panamericani del 1983, Núñez e altri tre sollevatori furono privati delle loro medaglie per l'uso di steroidi anabolizzanti. In quella competizione Núñez si classificò al 1º posto nel totale, prima di essere squalificato.
Rientrò dopo la sospensione per doping ai campionati mondiali del 1985 a Södertälje nei pesi piuma. Sebbene sia stato in grado di avvicinare le sue vecchie prestazioni con 282,5 kg. nel totale (125 + 157,5) e di terminare in quarta posizione, questa competizione internazionale fu l'ultima della sua carriera.
Núñez realizzò dieci record mondiali nei pesi gallo e nei pesi piuma durante la sua carriera. Perlopiù si trattò di record del mondo nella sua specialità preferita, lo strappo, anche se ottenne due record mondiali nel totale.